# توکای چانه‌سفید
توکای چانه‌سفید (نام علمی: Turdus aurantius)، که در جامائیکا به نام دیک جهنده شناخته می‌شود، گونه‌ای از پرندگان خانواده توکایان است که در جامائیکا یافت می‌شود. زیستگاه‌های طبیعی آن جنگل‌های جلگه‌ای نمناک نیمه‌گرمسیری یا گرمسیری، جنگل‌های کوهستانی نمناک نیمه‌گرمسیری یا گرمسیری و جنگل‌های پیشین به شدت دگرگون شده‌است.